# Cervantes (Philippines)
Pour les articles homonymes, voir Cervantes (homonymie).
Cervantes est une municipalité de 4e classe située dans la province d'Ilocos Sur aux Philippines. Selon le recensement de 2010 elle est peuplée de 16 573 habitants.

## Barangays
Cervantes est divisée en 13 barangays.

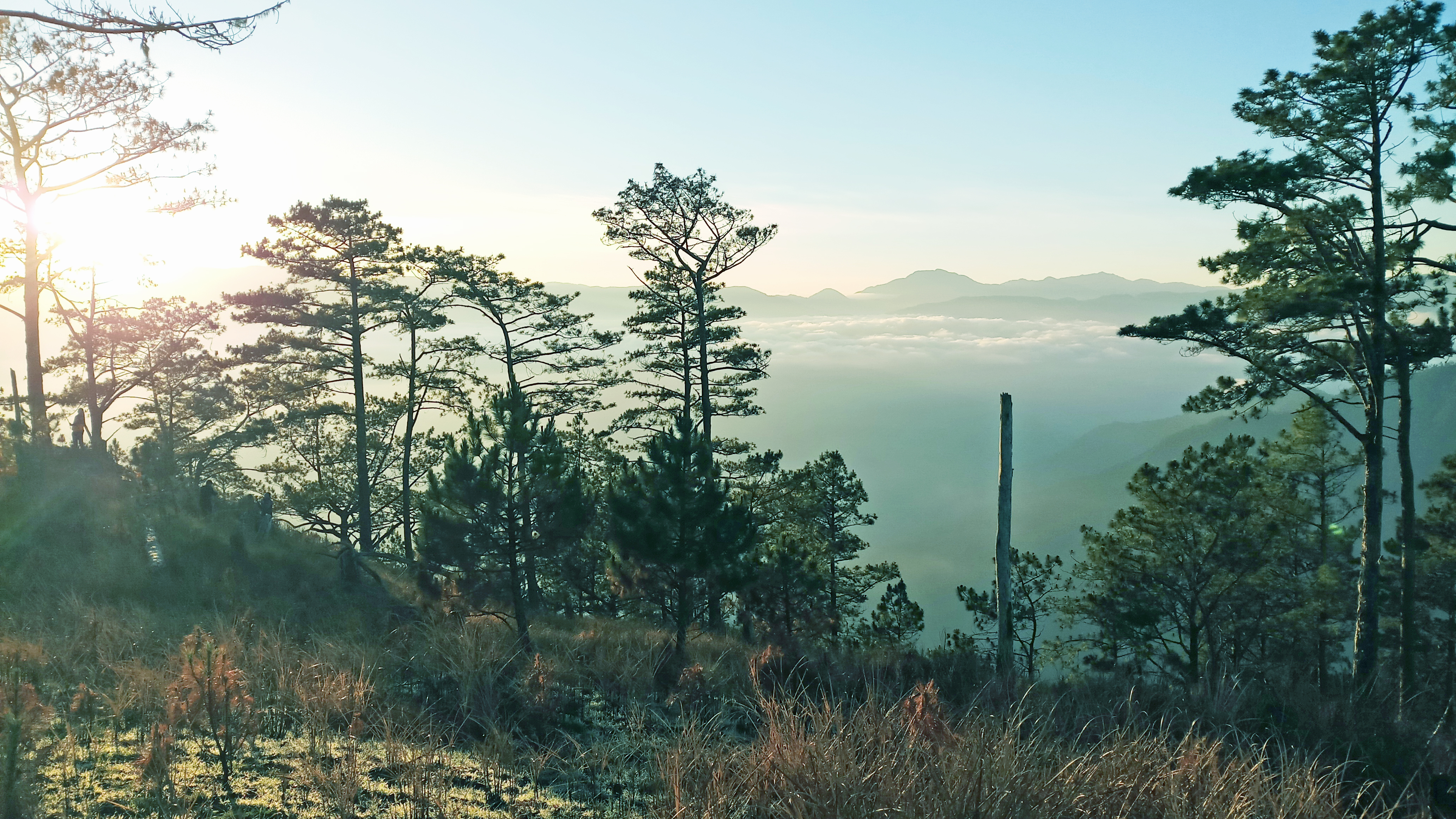
Lever du soleil au sommet du mont Namindaraan, col Bessang

- Aluling
- Comillas North
- Comillas South
- Concepcion
- Dinwede East
- Dinwede West
- Libang
- Pilipil
- Remedios
- Rosario
- San Juan
- San Luis
- Malaya